# Мехраблы (Агджабединский район)
Мехраблы (азерб. Mehrablı) — село в Мехраблинском административно-территориальном округе Агджабединского района Азербайджана.

## Этимология
Название происходит от авшарского рода Мехраблы.

## История
В 1926 году согласно административно-территориальному делению Азербайджанской ССР село относилось к дайре Агджабеды Агдамского уезда.
После реформы административного деления и упразднения уездов в 1929 году был образован Шаумянкендский сельсовет в Агджабединском районе Азербайджанской ССР.
Согласно административному делению 1961 и 1977 года село Мехраблы входило в Шаумянкендский сельсовет Агджабединского района Азербайджанской ССР.
В 1990-е к селу присоединен посёлок при участке 26-м лесхоза, имевший на 1984 год население в 160 человек.
В 1999 году в Азербайджане была проведена административная реформа и внутри Карадолакского административно-территориального округа был учреждён Мехраблинский муниципалитет Агджабединского района.
8 февраля 2000 года из состава Карадолакского административно-территориального округа выделен новый, Мехраблинский.

## География
Мехраблы расположены на берегу реки Карасу.
Село находится в 31 км от райцентра Агджабеди и в 270 км от Баку. Ближайшая железнодорожная станция — Агдам (действующая — Халадж).
Село находится на высоте 47 метров над уровнем моря.

## Население
| Численность населения | Численность населения | Численность населения |
| 1984                  | 1999                  | 2009                  |
| --------------------- | --------------------- | --------------------- |
| 1200                  | ↗1313                 | ↗1511                 |

Население преимущественно занимается хлопководством, животноводством и выращиванием зерна.

## Климат
| Показатель                    | Янв. | Фев. | Март | Апр. | Май  | Июнь | Июль | Авг. | Сен. | Окт. | Нояб. | Дек. | Год  |
| ----------------------------- | ---- | ---- | ---- | ---- | ---- | ---- | ---- | ---- | ---- | ---- | ----- | ---- | ---- |
| Средний суточный максимум, °C | 5,9  | 7,1  | 10,4 | 17,9 | 22,7 | 27,8 | 30,7 | 31,0 | 25,6 | 21,2 | 13,8  | 8,2  | 18,5 |
| Средняя температура, °C       | 2,2  | 3,3  | 6,2  | 12,7 | 17,4 | 22,3 | 25,1 | 24,7 | 20,5 | 16,4 | 9,8   | 4,4  | 13,8 |
| Средний суточный минимум, °C  | −1,5 | −0,5 | 2,0  | 7,6  | 12,2 | 16,9 | 19,5 | 18,5 | 15,5 | 11,6 | 5,8   | 0,7  | 9,0  |
| Норма осадков, мм             | 25   | 28   | 33   | 46   | 48   | 34   | 12   | 17   | 23   | 41   | 28    | 42   | 377  |

Среднегодовая температура воздуха в селе составляет +13,8 °C. В селе полупустынный климат.

## Инфраструктура
В селе расположены почтовое отделение, средняя и неполная средняя школы, детский сад, клуб, библиотека, врачебный и медицинский пункты.